# Купонс
Купонс (кат. Copons) - муніципалітет, розташований в Автономній області Каталонія, в Іспанії. Код муніципалітету за номенклатурою Інституту статистики Каталонії - 80713. Знаходиться у районі (кумарці) Анойя (коди району - 06 та AI) провінції Барселона, згідно з новою адміністративною реформою перебуватиме у складі Центральної баґарії (округи). 

## Населення
Населення міста (у 2007 р.) становить 307 осіб (з них менше 14 років - 16%, від 15 до 64 - 66,1%, понад 65 років - 17,9%). У 2006 р. народжуваність склала 4 особи, смертність - 6 осіб, зареєстровано 1 шлюб. У 2001 р. активне населення становило 137 осіб, з них безробітних - 11 осіб.

Серед осіб, які проживали на території міста у 2001 р., 238 народилися в Каталонії (з них 188 осіб у тому самому районі, або кумарці), 37 осіб приїхало з інших областей Іспанії, а 3 особи приїхали з-за кордону. 

Університетську освіту має 6,6% усього населення. 

У 2001 р. нараховувалося 118 домогосподарств (з них 33,1% складалися з однієї особи, 29,7% з двох осіб,14,4% з 3 осіб, 16,9% з 4 осіб, 4,2% з 5 осіб, 0,8% з 6 осіб, 0,8% з 7 осіб, 0% з 8 осіб і 0% з 9 і більше осіб).

Активне населення міста у 2001 р. працювало у таких сферах діяльності : у сільському господарстві - 4%, у промисловості - 38,1%, на будівництві - 12,7% і у сфері обслуговування - 45,2%. 

 У муніципалітеті або у власному районі (кумарці) працює 66 осіб, поза районом - 87 осіб.

### Безробіття
У 2007 р. нараховувалося 7 безробітних (у 2006 р. - 11 безробітних), з них чоловіки становили 71,4%, а жінки - 28,6%.

## Економіка

### Підприємства міста

#### Промислові підприємства
| \| Промислові підприємства міста, за сферою діяльності \| Промислові підприємства міста, за сферою діяльності \| Промислові підприємства міста, за сферою діяльності \| \| Рік \| 2002 р. \| 2001 р. \| \| --------------------------------------------------- \| --------------------------------------------------- \| --------------------------------------------------- \| \| Енергетичні та водні ресурси \| 14,3% \| 14,3% \| \| Хімія та метали \| 0% \| 0% \| \| Переробка металів \| 14,3% \| 14,3% \| \| Продукти харчування \| 28,6% \| 28,6% \| \| Текстиль \| 42,9% \| 42,9% \| \| Виробництво меблів, видання \| 0% \| 0% \| \| Інше \| 0% \| 0% \| \| Усього підприємств \| 7 \| 7 \| |         |         |
| Промислові підприємства міста, за сферою діяльності |         |         |
| Рік | 2002 р. | 2001 р. |
| Енергетичні та водні ресурси | 14,3%   | 14,3%   |
| Хімія та метали | 0%      | 0%      |
| Переробка металів | 14,3%   | 14,3%   |
| Продукти харчування | 28,6%   | 28,6%   |
| Текстиль | 42,9%   | 42,9%   |
| Виробництво меблів, видання | 0%      | 0%      |
| Інше | 0%      | 0%      |
| Усього підприємств | 7       | 7       |

#### Роздрібна торгівля
| \| Підприємства роздрібної торгівлі міста, за сферою діяльності \| Підприємства роздрібної торгівлі міста, за сферою діяльності \| Підприємства роздрібної торгівлі міста, за сферою діяльності \| \| Рік \| 2002 р. \| 2001 р. \| \| ------------------------------------------------------------ \| ------------------------------------------------------------ \| ------------------------------------------------------------ \| \| Продукти харчування \| 100% \| 100% \| \| Одяг та взуття \| 0% \| 0% \| \| Товари для дому \| 0% \| 0% \| \| Книги та періодичні видання \| 0% \| 0% \| \| Промислова хімічна продукція \| 0% \| 0% \| \| Продукція, пов'язана з транспортними засобами \| 0% \| 0% \| \| Інше \| 0% \| 0% \| \| Усього підприємств \| 1 \| 1 \| |         |         |
| Підприємства роздрібної торгівлі міста, за сферою діяльності |         |         |
| Рік | 2002 р. | 2001 р. |
| Продукти харчування | 100%    | 100%    |
| Одяг та взуття | 0%      | 0%      |
| Товари для дому | 0%      | 0%      |
| Книги та періодичні видання | 0%      | 0%      |
| Промислова хімічна продукція | 0%      | 0%      |
| Продукція, пов'язана з транспортними засобами | 0%      | 0%      |
| Інше | 0%      | 0%      |
| Усього підприємств | 1       | 1       |

#### Сфера послуг
| \| Підприємства міста, що працюють у сфері послуг, за діяльністю \| Підприємства міста, що працюють у сфері послуг, за діяльністю \| Підприємства міста, що працюють у сфері послуг, за діяльністю \| \| Рік \| 2002 р. \| 2001 р. \| \| ------------------------------------------------------------- \| ------------------------------------------------------------- \| ------------------------------------------------------------- \| \| Гуртова торгівля \| 0% \| 0% \| \| Готелі та готельний бізнес \| 30% \| 40% \| \| Транспорт та зв'язок \| 30% \| 30% \| \| Посередницькі фінансові послуги \| 0% \| 0% \| \| Послуги підприємствам \| 20% \| 10% \| \| Послуги фізичним особам \| 10% \| 10% \| \| Нерухомість та ін. \| 10% \| 10% \| \| Усього підприємств \| 10 \| 10 \| |         |         |
| Підприємства міста, що працюють у сфері послуг, за діяльністю |         |         |
| Рік | 2002 р. | 2001 р. |
| Гуртова торгівля | 0%      | 0%      |
| Готелі та готельний бізнес | 30%     | 40%     |
| Транспорт та зв'язок | 30%     | 30%     |
| Посередницькі фінансові послуги | 0%      | 0%      |
| Послуги підприємствам | 20%     | 10%     |
| Послуги фізичним особам | 10%     | 10%     |
| Нерухомість та ін. | 10%     | 10%     |
| Усього підприємств | 10      | 10      |

## Житловий фонд
У 2001 р. 0,8% усіх родин (домогосподарств) мали житло метражем до 59 м2, 20,3% - від 60 до 89 м2, 33,9% - від 90 до 119 м2 і
44,9% - понад 120 м2.

З усіх будівель у 2001 р. 11,2% було одноповерховими, 69,8% - двоповерховими, 17,9
% - триповерховими, 1,1% - чотириповерховими, 0% - п'ятиповерховими, 0% - шестиповерховими,
0% - семиповерховими, 0% - з вісьмома та більше поверхами.

## Автопарк
| \| Автомобілі, зареєстровані у місті, за призначенням \| Автомобілі, зареєстровані у місті, за призначенням \| Автомобілі, зареєстровані у місті, за призначенням \| \| Рік \| 2006 р. \| 2005 р. \| \| -------------------------------------------------- \| -------------------------------------------------- \| -------------------------------------------------- \| \| Приватні автомобілі \| 55,1% \| 54,8% \| \| Мотоцикли \| 15,8% \| 15,3% \| \| Вантажівки \| 21,7% \| 23,8% \| \| Трактори \| 1,1% \| 1,1% \| \| Автобуси та ін. \| 6,2% \| 5% \| \| Усього автомобілів \| 272 шт. \| 261 шт. \| |         |         |
| Автомобілі, зареєстровані у місті, за призначенням |         |         |
| Рік | 2006 р. | 2005 р. |
| Приватні автомобілі | 55,1%   | 54,8%   |
| Мотоцикли | 15,8%   | 15,3%   |
| Вантажівки | 21,7%   | 23,8%   |
| Трактори | 1,1%    | 1,1%    |
| Автобуси та ін. | 6,2%    | 5%      |
| Усього автомобілів | 272 шт. | 261 шт. |

## Вживання каталанської мови
У 2001 р. каталанську мову у місті розуміли 98,9% усього населення (у 1996 р. - 99,6%), вміли говорити нею 92,7% (у 1996 р. - 
94,3%), вміли читати 91,6% (у 1996 р. - 88,6%), вміли писати 54,9
% (у 1996 р. - 60,2%). Не розуміли каталанської мови 1,1%.

## Політичні уподобання
У виборах до Парламенту Каталонії у 2006 р. взяло участь 153 особи (у 2003 р. - 184 особи). Голоси за політичні сили розподілилися таким чином:
| \| Вибори до Парламенту Каталонії \| Вибори до Парламенту Каталонії \| Вибори до Парламенту Каталонії \| \| Рік \| 2006 р. \| 2003 р. \| \| -------------------------------------- \| ------------------------------ \| ------------------------------ \| \| Конвергенція та Єднання (CiU) \| 38,6% \| 40,8% \| \| Соціалістична партія Каталонії (PSC) \| 26,1% \| 27,2% \| \| Народна партія (PP) \| 2% \| 3,8% \| \| Ініціатива за зелену Каталонію (IC) \| 7,8% \| 3,8% \| \| Республіканська лівиця Каталонії (ERC) \| 22,2% \| 23,9% \| \| Громадянська партія (C's) \| 0% \| 0% \| \| Інші \| 3,3% \| 0,5% \| |         |         |
| Вибори до Парламенту Каталонії |         |         |
| Рік | 2006 р. | 2003 р. |
| Конвергенція та Єднання (CiU) | 38,6%   | 40,8%   |
| Соціалістична партія Каталонії (PSC) | 26,1%   | 27,2%   |
| Народна партія (PP) | 2%      | 3,8%    |
| Ініціатива за зелену Каталонію (IC) | 7,8%    | 3,8%    |
| Республіканська лівиця Каталонії (ERC) | 22,2%   | 23,9%   |
| Громадянська партія (C's) | 0%      | 0%      |
| Інші | 3,3%    | 0,5%    |

У муніципальних виборах у 2007 р. взяло участь 118 осіб (у 2003 р. - 172 особи). Голоси за політичні сили розподілилися таким чином:
| \| Муніципальні вибори \| Муніципальні вибори \| Муніципальні вибори \| \| Рік \| 2007 р. \| 2003 р. \| \| -------------------------------------- \| ------------------- \| ------------------- \| \| Конвергенція та Єднання (CiU) \| 0% \| 0% \| \| Соціалістична партія Каталонії (PSC) \| 97,5% \| 94,8% \| \| Народна партія (PP) \| 2,5% \| 5,2% \| \| Ініціатива за зелену Каталонію (IC) \| 0% \| 0% \| \| Республіканська лівиця Каталонії (ERC) \| 0% \| 0% \| \| Громадянська партія (C's) \| 0% \| 0% \| \| Інші \| 0% \| 0% \| |         |         |
| Муніципальні вибори |         |         |
| Рік | 2007 р. | 2003 р. |
| Конвергенція та Єднання (CiU) | 0%      | 0%      |
| Соціалістична партія Каталонії (PSC) | 97,5%   | 94,8%   |
| Народна партія (PP) | 2,5%    | 5,2%    |
| Ініціатива за зелену Каталонію (IC) | 0%      | 0%      |
| Республіканська лівиця Каталонії (ERC) | 0%      | 0%      |
| Громадянська партія (C's) | 0%      | 0%      |
| Інші | 0%      | 0%      |